# Stary Szmugler
Stary Szmugler – zespół muzyczny pochodzący ze Szczecina, grający muzykę szantową i folkową. Powstał w 2002 roku. Jego liderem jest Jakub Knobloch.

## Skład
- Jakub Knobloch
- Stanisław Durda
- Łukasz Kubiciel
- Rafał Smaderek
- Szymon Mielcarek
- Anna Kaźmierska
- Jakub Zajączkowski

## Dyskografia
- 2004 Z przemytu
- 2007 5 years old